# Polycopidae
Polycopidae is een familie van kreeftachtigen uit de klasse van de Ostracoda (mosselkreeftjes).

## Taxonomie

### Onderfamilies
- Polycopinae Sars, 1866
- Polycopsisinae Chavtur, 1983

### Geslacht
- Axelheibergella Briggs, 1997